# Li Jiao
Li Jiao (kin. 李佼, r. 15. siječnja 1973., Qingdao, Kina) je stolnotenisačica rođena u Kini, a na međunarodnoj razini predstavlja Nizozemsku. Dobila je nizozemsku putovnicu u 2004. Najbolji plasman na svjetskoj ljestvici joj je bilo 10. mjesto u siječnju 2011. godine. Trenutno živi u Heerhugowaardu.

## Vanjske poveznice
- Službena stranica Li Jiao  Arhivirana inačica izvorne stranice od 1. svibnja 2009. (Wayback Machine)